# Bāgh-e Khoshk
Bāgh-e Khoshk (persiska: باغ خشک, Bāgh Khoshk) är en ort i Iran.   Den ligger i provinsen Kerman, i den centrala delen av landet, 800 km sydost om huvudstaden Teheran. Bāgh-e Khoshk ligger 2 418 meter över havet och antalet invånare är 155.
Terrängen runt Bāgh-e Khoshk är kuperad norrut, men söderut är den platt.Runt Bāgh-e Khoshk är det glesbefolkat, med 16 invånare per kvadratkilometer. Det finns inga andra samhällen i närheten. Omgivningarna runt Bāgh-e Khoshk är i huvudsak ett öppet busklandskap.